# 119 Dywizja Strzelecka (ZSRR)
119 Dywizja Strzelecka (ros. 119-я стрелковая дивизия) – związek taktyczny piechoty Armii Czerwionej.

## Formowania i walki
Sformowana 19 sierpnia 1939 roku w Krasnojarsku jako dywizja stzrelecka, stycznia 1940 roku (na czas wojny zimowej) przeformowana w dywizję zmotoryzowaną, 17 kwietnia 1940 znowu jako strzelecka.
Powtórnie sformowana 21.04.1942	na bazie 51 Brygady Strzeleckiej w Moskiewskim Okręgu Wojskowym. 16.12.1942 przeformowana na 54 Dywizję Piechoty Gwardii.
Po raz trzeci sformowana 19.04.1943 na bazie 161 Brygady Strzeleckiej w Moskiewskim Okręgu Wojskowym.

## Struktura organizacyjna
Pierwsze formowanie
- 421 Pułk Strzelecki
- 365 Pułk Strzelecki (do 06.10.1941)
- 634 Pułk Strzelecki
- 920 Pułk Strzelecki (od 06.10.1941, przybył z 247 DS)
- 349 Pułk Artylerii Lekkiej
- 510 Pułk Artylerii Haubic (do 21.09.1941)